# Amfipol
Amfipol (Amfípolis, stgrč. Ἀμφίπολις) antički grad na obali rijeke Strume 4.5 km od njezina ušća u Egejsko more. Osnovali su ga Atenjani 437. god. pr. Kr. kao oslonac prema Helespontu, a i zbog zlatnih rudnika planine Pangeon. U peloponeskom ratu zauzeo ga je 424. god. pr. Kr. spartanski vojskovođa Brasida, a dvije godine kasnije na istom je mjestu pobijedio Kleona, vođu atenskih demokrata. Filip II. Makedonski Amfipol je zauzeo 357. god. pr. Kr.